# Giovanni II del Palatinato-Simmern
Giovanni II (Simmern, 20 marzo 1492 – Simmern, 18 maggio 1557) fu il conte palatino di Simmern dal 1509 fino al 1557.

## Biografia
Giovanni II nacque a Simmern nel 1492 come il maggiore dei figli maschi sopravvissuti di Giovanni I, Conte Palatino di Simmern. Nel 1508 sposò Beatrice di Baden, figlia del margravio Cristoforo I. Successe a suo padre nel 1509. Giovanni II permise l'istituzione della stampa a Simmern e fu un mecenate della scultura. Introdusse la riforma protestante a Simmern che portò ad un aumento delle tensioni con i vicini, gli garcivescovati di Treviri e Magonza.

## Figli
Da Beatrice di Baden ebbe:
- Caterina (27 marzo 1510 – 22 marzo 1572), badessa nel monastero di Kumbd
- Giovanna (1 luglio 1512 – 2 febbraio 1581), badessa nel monastero Marienberg vicino Boppard
- Ottilia (4 novembre 1513 – 6 settembre 1553), suora a Marienberg vicino Boppard
- Federico III "Il Pio" (14 febbraio 1515 – 26 ottobre 1576), principe elettore del Palatinato

∞ 1. 1537 principessa Maria di Brandeburgo-Kulmbach (1519–1567)
∞ 2. 1569 contessa Amalia von Neuenahr (1540–1602)
- Brigida (18 agosto 1516 – 13 aprile 1562), badessa a Neuburg an der Donau
- Giorgio (20 febbraio 1518 – 17 maggio 1569), conte palatino di Simmern-Sponheim

∞ 1541 principessa Elisabetta d'Assia (1503–1563)
- Elisabetta (13 febbraio 1520 – 18 febbraio 1564)

∞ 1535 conte Giorgio II di Erbach (1506–1569)
- Riccardo (25 luglio 1521 – 13 gennaio 1598), conte palatino di Simmern-Sponheim

∞ 1. 1569 contessa Giuliana di Wied (1545–1575)
∞ 2. 1578 contessa Emilia di Württemberg (1550–1589)
∞ 3. 1589 contessa palatina Anna Margherita di Veldenz (1571–1621)
- Maria (29 aprile 1524 – 29 maggio 1576)
- Guglielmo (24 luglio 1526 – 9 marzo 1527)
- Sabina (13 giugno 1528 – 19 giugno 1578)

∞ 1544 conte Lamoral von Egmond (1522–1568)
- Elena (13 giugno 1532 – 5 febbraio 1579)

∞ 1551 conte Filippo III di Hanau-Münzenberg (1526–1561)
Dopo la morte della sua prima moglie, Giovanni sposò, dopo 19 anni di vedovanza, Maria Giacomina (1525-1575), figlia del conte Luigi XV di Oettingen. Da questo matrimonio non ebbe figli.

## Ascendenza
|                                    |                              |                                | Genitori                         |  |  | Nonni |  |  | Bisnonni                                   |  |  | Trisnonni                  |  |
|                                    |                              |                                |                                  |  |  |       |  |  | Stefano del Palatinato-Simmern-Zweibrücken |  |  | Roberto III del Palatinato |  |
|                                    |                              |                                |                                  |  |  |       |  |  | Stefano del Palatinato-Simmern-Zweibrücken |  |  | Roberto III del Palatinato |  |
|                                    |                              | Elisabetta di Norimberga       |                                  |  |  |       |  |  | Stefano del Palatinato-Simmern-Zweibrücken |  |  |                            |  |
| Federico I del Palatinato-Simmern  |                              |                                |                                  |  |  |       |  |  | Stefano del Palatinato-Simmern-Zweibrücken |  |  |                            |  |
|                                    |                              | Anna di Veldenz                | Federico III di Veldenz          |  |  |       |  |  |                                            |  |  |                            |  |
|                                    |                              | Anna di Veldenz                | Federico III di Veldenz          |  |  |       |  |  |                                            |  |  |                            |  |
|                                    |                              | Anna di Veldenz                | Margherita di Nassau-Saarbrücken |  |  |       |  |  |                                            |  |  |                            |  |
| Giovanni I del Palatinato-Simmern  |                              | Anna di Veldenz                |                                  |  |  |       |  |  |                                            |  |  |                            |  |
|                                    |                              | Arnoldo di Gheldria            | Giovanni II di Gheldria          |  |  |       |  |  |                                            |  |  |                            |  |
|                                    |                              | Arnoldo di Gheldria            | Giovanni II di Gheldria          |  |  |       |  |  |                                            |  |  |                            |  |
|                                    |                              | Arnoldo di Gheldria            | Maria di Arkel                   |  |  |       |  |  |                                            |  |  |                            |  |
| Margherita di Gheldria             |                              | Arnoldo di Gheldria            |                                  |  |  |       |  |  |                                            |  |  |                            |  |
|                                    |                              | Caterina di Kleve              | Adolfo I di Kleve                |  |  |       |  |  |                                            |  |  |                            |  |
|                                    |                              | Caterina di Kleve              | Adolfo I di Kleve                |  |  |       |  |  |                                            |  |  |                            |  |
|                                    |                              | Caterina di Kleve              | Maria di Borgogna                |  |  |       |  |  |                                            |  |  |                            |  |
| Giovanni II del Palatinato-Simmern |                              | Caterina di Kleve              |                                  |  |  |       |  |  |                                            |  |  |                            |  |
|                                    | Filippo I di Nassau-Weilburg | Giovanni I di Nassau-Weilburg  |                                  |  |  |       |  |  |                                            |  |  |                            |  |
|                                    | Filippo I di Nassau-Weilburg | Giovanni I di Nassau-Weilburg  |                                  |  |  |       |  |  |                                            |  |  |                            |  |
|                                    | Filippo I di Nassau-Weilburg | Giovanna di Saarbrücken        |                                  |  |  |       |  |  |                                            |  |  |                            |  |
| Giovanni II di Nassau-Saarbrücken  | Filippo I di Nassau-Weilburg |                                |                                  |  |  |       |  |  |                                            |  |  |                            |  |
|                                    |                              | Elisabetta di Lorena-Vaudémont | Federico I di Lorena-Vaudémont   |  |  |       |  |  |                                            |  |  |                            |  |
|                                    |                              | Elisabetta di Lorena-Vaudémont | Federico I di Lorena-Vaudémont   |  |  |       |  |  |                                            |  |  |                            |  |
|                                    |                              | Elisabetta di Lorena-Vaudémont | Margherita di Joinville          |  |  |       |  |  |                                            |  |  |                            |  |
| Giovanna di Nassau-Saarbrücken     |                              | Elisabetta di Lorena-Vaudémont |                                  |  |  |       |  |  |                                            |  |  |                            |  |
|                                    |                              | Giovanni IV di Loon-Heinsberg  | Giovanni III di Loon-Heinsberg   |  |  |       |  |  |                                            |  |  |                            |  |
|                                    |                              | Giovanni IV di Loon-Heinsberg  | Giovanni III di Loon-Heinsberg   |  |  |       |  |  |                                            |  |  |                            |  |
|                                    |                              | Giovanni IV di Loon-Heinsberg  | Valpurga di Moers                |  |  |       |  |  |                                            |  |  |                            |  |
| Giovanna di Loon-Heinsberg         |                              | Giovanni IV di Loon-Heinsberg  |                                  |  |  |       |  |  |                                            |  |  |                            |  |
|                                    |                              | Giovanna di Diest-Sichem       | Giovanni di Diest-Sichem         |  |  |       |  |  |                                            |  |  |                            |  |
|                                    |                              | Giovanna di Diest-Sichem       | Giovanni di Diest-Sichem         |  |  |       |  |  |                                            |  |  |                            |  |
|                                    |                              | Giovanna di Diest-Sichem       | Giovanna di Hornes               |  |  |       |  |  |                                            |  |  |                            |  |
|                                    |                              | Giovanna di Diest-Sichem       |                                  |  |  |       |  |  |                                            |  |  |                            |  |